# Boyce (Virginia)
Boyce es una localidad del Condado de Clarke, Virginia, Estados Unidos. Según el censo de 2000 tenía una población de 426 habitantes y una densidad de población de 456.9 hab/km².

## Demografía
Según el censo de 2000, había 426 personas, 159 hogares y 114 familias residiendo en la localidad. La densidad de población era de 456,9 hab./km². Había 168 viviendas con una densidad media de 180,2 viviendas/km². El 86,38% de los habitantes eran blancos, el 11,74% afroamericanos, el 1,17% amerindios, el 0,23% asiáticos y el 0,47% pertenecía a dos o más razas.
Según el censo, de los 159 hogares en el 27,0% había menores de 18 años, el 57,2% pertenecía a parejas casadas, el 11,3% tenía a una mujer como cabeza de familia y el 28,3% no eran familias. El 25,2% de los hogares estaba compuesto por un único individuo y el 10,1% pertenecía a alguien mayor de 65 años viviendo solo. El tamaño promedio de los hogares era de 2,68 personas y el de las familias de 3,19.
La población estaba distribuida en un 25,8% de habitantes menores de 18 años, un 5,2% entre 18 y 24 años, un 31,5% de 25 a 44, un 24,4% de 45 a 64 y un 13,1% de 65 años o mayores. La media de edad era 37 años. Por cada 100 mujeres había 106,8 hombres. Por cada 100 mujeres de 18 años o más, había 98,7 hombres.
Los ingresos medios por hogar en la localidad eran de 48.333 dólares ($) y los ingresos medios por familia eran 52.000 $. Los hombres tenían unos ingresos medios de 35.179 $ frente a los 21.354 $ para las mujeres. La renta per cápita para la ciudad era de 17.041 $. El 8,9% de la población y el 6,5% de las familias estaban por debajo del umbral de pobreza. El 8,5% de los menores de 18 años y el 16,7% de los habitantes de 65 años o más vivían por debajo del umbral de pobreza.

## Geografía
Según la Oficina del Censo de los Estados Unidos, la localidad tiene un área total de 0,9 km², todos ellos correspondientes a tierra firme.